# 8.ª circunscripción senatorial de Chile
La 8.ª circunscripción senatorial de Chile es una de las dieciséis entidades electorales de este tipo que conforman la República de Chile. Su territorio comprende la totalidad de las comunas de la Región del Libertador General Bernardo O'Higgins, ubicada geográficamente en el zona central chilena. Fue creada en 2015 por medio de la ley 20.840, a partir de la antigua 9.ª circunscripción senatorial. Con una población que, según el censo del año 2017, alcanza los 914.555 habitantes, elige tres de los cincuenta senadores que integran el Senado de Chile.

## Representación
A febrero de 2023, la circunscripción senatorial 8 de Chile es representada por los siguientes senadores para el periodo 2022-2030:
| Periodo | Senador | Senador                                          | Senador                              | Senador | Senador                                    | Senador                     | Senador | Senador                                  | Senador                       | Mandato                                       |
| Periodo | Nombre  | Nombre                                           | Partido                              | Nombre  | Nombre                                     | Partido                     | Nombre  | Nombre                                   | Partido                       | Mandato                                       |
| ------- | ------- | ------------------------------------------------ | ------------------------------------ | ------- | ------------------------------------------ | --------------------------- | ------- | ---------------------------------------- | ----------------------------- | --------------------------------------------- |
| LVI     |         | Alejandra Sepúlveda Orbenes (Viña del Mar, 1965) | Federación Regionalista Verde Social |         | Juan Luis Castro González (Santiago, 1960) | Partido Socialista de Chile |         | Javier Macaya Danús (San Fernando, 1978) | Unión Demócrata Independiente | 11 de marzo de 2022 - Actualmente en el cargo |

## Historia electoral

### Elecciones parlamentarias de 2021
| Pacto                               | Pacto                       | Candidato/a                     | Candidato/a                       | Partido                     | Votos                       | %       | Resultado |        |
| ----------------------------------- | --------------------------- | ------------------------------- | --------------------------------- | --------------------------- | --------------------------- | ------- | --------- | ------ |
|                                     | AA. Chile Vamos             |                                 | Javier Macaya Danús               | UDI                         | 51 142                      | 15.11   | Senador   |        |
|                                     | AA. Chile Vamos             | Ramón Barros Montero            | UDI                               | 19 748                      | 5.83                        |         |           |        |
|                                     | AA. Chile Vamos             | Virginia Troncoso Hellman       | IND-RN                            | 12 386                      | 3.66                        |         |           |        |
|                                     | AA. Chile Vamos             | Macarena Matas Picart           | RN                                | 9 589                       | 2.83                        |         |           |        |
|                                     | AB. Partido de la Gente     |                                 | Claudio Alexis Mella Zamorano     | PDG                         | 12 858                      | 3.80    |           |        |
|                                     | AB. Partido de la Gente     | Mario Arturo Leyton Bravo       | PDG                               | 7 928                       | 2.34                        |         |           |        |
|                                     | AB. Partido de la Gente     | Ruth Irene Alvarado Montes      | PDG                               | 9 295                       | 2.75                        |         |           |        |
|                                     | AH. Nuevo Pacto Social      |                                 | Juan Luis Castro González         | PS                          | 51 428                      | 15.19   | Senador   |        |
|                                     | AH. Nuevo Pacto Social      | Marcia Isabel Barrera Cisternas | PDC                               | 7 433                       | 2.20                        |         |           |        |
|                                     | AH. Nuevo Pacto Social      | José Antonio Gómez Urrutia      | PR                                | 13 737                      | 4.06                        |         |           |        |
|                                     | AM. Unión Patriótica        |                                 | Carlos Geraldo Iturrieta Clobares | UPA                         | 4 100                       | 1.21    |           |        |
|                                     | AR. Apruebo Dignidad        |                                 | Alejandra Sepúlveda Orbenes       | FREVS                       | 120 355                     | 35.56   | Senadora  |        |
|                                     | AR. Apruebo Dignidad        | Pablo Dintrans Crivelli         | FREVS                             | 9 060                       | 2.68                        |         |           |        |
|                                     | AR. Apruebo Dignidad        | Mónica Valentina Gómez Lira     | PCCh                              | 9 444                       | 2.79                        |         |           |        |
| Votos válidamente emitidos          | Votos válidamente emitidos  | Votos válidamente emitidos      | Votos válidamente emitidos        | Votos válidamente emitidos  | Votos válidamente emitidos  | 338 503 | 91.80     | 91.80  |
| Votos nulos                         | Votos nulos                 | Votos nulos                     | Votos nulos                       | Votos nulos                 | Votos nulos                 | 13 968  | 3.79      | 3.79   |
| Votos en blanco                     | Votos en blanco             | Votos en blanco                 | Votos en blanco                   | Votos en blanco             | Votos en blanco             | 16 285  | 4.42      | 4.42   |
| Total de sufragios emitidos         | Total de sufragios emitidos | Total de sufragios emitidos     | Total de sufragios emitidos       | Total de sufragios emitidos | Total de sufragios emitidos | 368 756 | 100.00    | 100.00 |
| Fuente: Servicio Electoral de Chile |                             |                                 |                                   |                             |                             |         |           |        |